# Maple Grove (Minnesota)
Maple Grove – miasto w północnej części Stanów Zjednoczonych, w stanie Minnesota. Położone w hrabstwie Hennepin.